# Frederic Ward Putnam

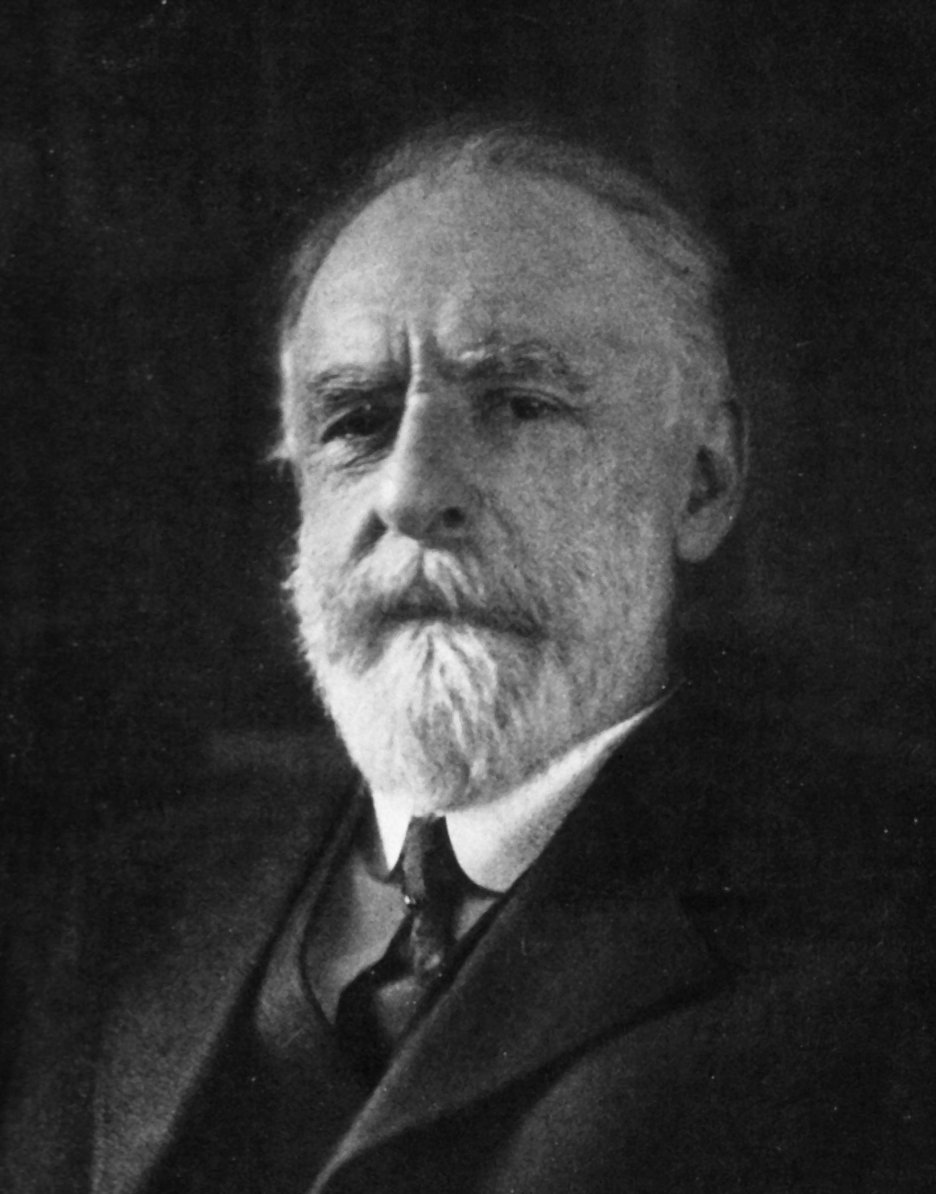
Frederic Ward Putnam

Frederic Ward Putnam (* 16. April 1839 in Salem, Massachusetts; † 14. August 1915 in Cambridge, Massachusetts) war ein US-amerikanischer Zoologe, Anthropologe, Ethnologe und Archäologe und gilt als Pionier der amerikanischen Archäologie.

## Leben
Sein Vater Ebenezer war Kaufmann, der sich später der Botanik zuwandte und in Salem eine einflussreiche Persönlichkeit wurde. Frederic Putnam interessierte sich schon als Jugendlicher für Naturkunde und wurde 1856 Kurator für Vögel am Essex Institute in Salem und veröffentlichte im gleichen Jahr eine Liste von Vögeln im Essex County. Er wurde daraufhin von Louis Agassiz gefördert, bei dem er an der Lawrence Scientific School der Harvard University und am Museum of Comparative Zoology studierte. 1862 machte er seinen Bachelor-Abschluss in Harvard. 1867 gründete er gemeinsam mit seinen Kommilitonen Edward S. Morse, Alpheus Spring Packard und Alpheus Hyatt die Zeitschrift American Naturalist. Schon 1865 gründete er den Naturalist´s Directory. Wie auch andere ehemalige Schüler von Agassiz folgte er dessen 1860 publik gemachter Ablehnung der Evolutionstheorie von Charles Darwin nicht.
1864 wurde er Kurator für Wirbeltiere am Essex Institute in Salem und war dessen Direktor bis 1870. 1869 bis 1873 war er erster Direktor des Peabody Museum in Salem und  1867 bis 1869 war er auch Aufseher des Museums der East Indian Marine Society in Salem.
1874 wurde er Assistent beim Kentucky Geological Survey, 1876 bis 1878 war er Kurator für fossile Fische in Harvard als Nachfolger des 1873 verstorbenen Louis Agassiz und 1876 bis 1879 außerdem Assistent der United States Engineers in der Landesaufnahme im Westen (Survey West of the 100th Meridian).
Er wandte sich zunehmend von der Zoologie ab und der indianischen Archäologie zu und wurde 1875 Direktor des Peabody Museum of Archaeology and Ethnology der Harvard University mit zugehöriger Professur-. Er blieb bis 1913 Direktor und war danach Kurator ehrenhalber. Er leitete viele Ausgrabungen zum Beispiel in Ohio und New Jersey, aber auch in vielen anderen Gebieten der USA. Unter anderem war er an der Erhaltung des Great Serpent Mound in Ohio beteiligt. 1893 war er Kurator für Anthropologie auf der Weltausstellung in Chicago und war die treibende Kraft für die Gründung des Field Museum of Natural History in Chicago, das den Ausstellungsstücken ein permanentes Museum geben sollte. Seine Hoffnung, Direktor des Field Museums zu werden, erfüllte sich nicht, er wurde aber 1894 bis 1903 Kurator für Anthropologie am American Museum of Natural History. Danach organisierte er eine anthropologische Abteilung am Museum der University of California auf Einladung von Phoebe Hearst und war dort bis 1909 Professor und Kurator.
1898 wurde er Präsident der American Association for the Advancement of Science, 1901 der American Folklore Society und 1905 der American Anthropological Association. Er war Mitglied der National Academy of Sciences, der American Academy of Arts and Sciences sowie seit 1910 Ehrenmitglied (Honorary Fellow) der Royal Society of Edinburgh.